# Aron Pilhofer
Aron Pilhofer és un periodista estatunidenc especialitzat en periodisme de dades. Actualment (2015) és editor executiu de Digital del diari anglès The Guardian, després de ser editor de notícies interactives del New York Times on va dirigir un equip interdisciplinari format per periodistes, dissenyadors i especialistes en mitjans socials que desenvolupaven els continguts gràfics i visualitzacions de dades per al diari novaiorquès.
Aron Pilhofer va començar a treballar al New York Times l'any 2005 com a editor de projectes especialitzat en històries relacionades amb l'economia i la política. Anteriorment havia treballat per al Centre per la Integritat Pública de Washington, una organització sense ànim de lucre formada per periodistes d'investigació que difonen casos de corrupció a l'administració i abusos de poder.
Paral·lelament a la seva tasca com a editor multimèdia del New York Times, és cofundador de Documentcloud.org, una startup pensada per ajudar els periodistes a trobar documents, analitzar-los i compartir-los. Actualment, l'eina conté més d'un milió de documents i la fan servir més de vuit-centes redaccions de tot el món.
La seva formació com a desenvolupador el va dur l'any 2009 a fundar juntament amb Rich Gordon i Burt Herman, Hacks & Hackers, uns fòrums informals que connecten periodistes i programadors per treballar conjuntament amb grups a més de 30 països.